# Lolita (film, 1962)

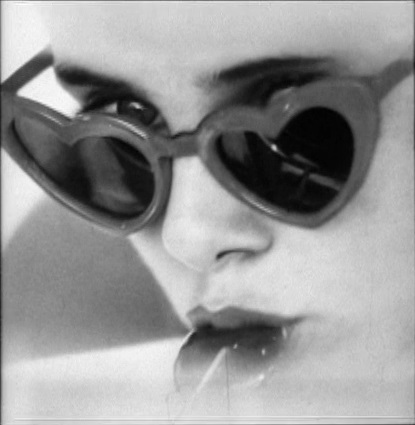
Sue Lyon som Dolores "Lolita" Haze i filmens trailer.

Lolita är en amerikansk-brittisk film från 1962 i regi av Stanley Kubrick. Filmen är baserad på romanen av Vladimir Nabokov med samma titel.

## Handling
En man (spelad av James Mason) som upplever och beskriver förbjuden kärlek. Han faller för en ung flicka, Lolita (spelad av Sue Lyon). Lolita är dotter till hans hyresvärdinna. För att få vara i Lolitas närhet gifter han sig med hennes mor.

## Rollista (i urval)
- James Mason – Humbert "Hum" Humbert
- Shelley Winters – Charlotte Haze-Humbert
- Sue Lyon – Dolores "Lolita" Haze
- Peter Sellers – Clare Quilty
- Gary Cockrell – Richard "Dick" Schiller
- Jerry Stovin – John Farlow, a Ramsdale lawyer
- Diana Decker – Jean Farlow
- Lois Maxwell – Nurse Mary Lore
- Cec Linder – Dr. Keegee

## Tagline
- How did they ever make a movie of Lolita?